# Putaoa titanoverpa
Espèce
Putaoa titanoverpa est une espèce d'araignées aranéomorphes de la famille des Linyphiidae.

## Distribution
Cette espèce est endémique du Hunan en Chine,. Elle se rencontre vers Liuyang.

## Description
Le mâle holotype mesure 9,68 mm et la femelle paratype 9,85 mm.

## Systématique et taxinomie
Cette espèce a été décrite par Liu, Xu, Hormiga, Yin et Li en 2023.

## Publication originale
- Liu, Xu, Hormiga, Yin & Li, 2023 : « Two new species of the spider genus Putaoa (Araneae, Linyphiidae) from southern China. » Zootaxa, no 5277(3), p. 553-564.